# False Lake
Der False Lake ist ein Gebirgssee im Southland District der Region Southland auf der Südinsel von Neuseeland.

## Geographie
Der See befindet sich am nordöstlichen Ende der Dark Cloud Range, rund 8,2 km südöstlich des Cook Channel, der zum Tamatea / Dusky Sound gehört. Der False Lake umfasst eine Fläche von 25,3 Hektar und besitzt einen Umfang von rund 3,15 km. Bei einer Südwest-Nordost-Ausrichtung misst der See in der Länge rund 1,05 km und an seiner breitesten Stelle rund 370 m in Nordwest-Südost-Richtung.
Gespeist wird der False Lake durch den Mike River, der den See an seinem östlichen Ende auch entwässert. Nach dem Durchfluss durch zwei weitere Seen mündet der Mike River schließlich in die Fanny Bay des Tamatea / Dusky Sound.